# Gare de Pontevedra-Universidad
Pour les articles homonymes, voir Gare de l'Université.
Ne doit pas être confondu avec Gare de Pontevedra.
Pontevedra-Université est une halte ferroviaire périurbaine de la ligne Redondela-Saint-Jacques-de-Compostelle. Elle est située sur le territoire de la commune de Pontevedra, au nord de la ville, dans la communauté autonome de Galice en Espagne. 
Ouverte en 2001, elle est desservie par les services de Media Distancia Renfe. Elle dessert le campus de Pontevedra.

## Situation ferroviaire
Établie à 17 mètres d'altitude, la halte de Pontevedra-Universidad est située au point kilométrique (PK) 19,9 de la ligne Redondela-Saint-Jacques-de-Compostelle, à écartement ibérique, entre les gares de Pontevedra et de Portela.

## Histoire
En novembre 1998, des dates concrètes ont commencé à être discutées pour la construction d'une halte ferroviaire près du campus de Pontevedra. Les travaux de la halte ferroviaire vers le campus ont été attribués en juillet 1999. 
La halte de Pontevedra-Universidad a finalement été mise en service par la Renfe en octobre 2001 pour desservir le campus de Pontevedra. 
Depuis le 31 décembre 2004 l'ADIF est l'exploitant de la halte. En juin 2021, l'ADIF a décidé d'améliorer les rampes d'accès à la halte et l'éclairage.

## Service des voyageurs

### Accueil
La halte ferroviaire dispose de deux quais avec vidéosurveillance, des abris et des panneaux d'informations électroniques sur l'arrivée et le départ des trains, d'un dispositif d'appel d'urgence et d'une horloge.

### Desserte
Pontevedra-Universidad est desservie par des trains du service Media Distancia Renfe, ayant principalement comme origine ou destination les gares de La Corogne, Pontevedra, Saint-Jacques-de-Compostelle et Vigo-Guixar.
| Lignes   | Trajet                   | Villes desservies |
| -------- | ------------------------ | --- |
| Régional | La Corogne - Vigo Guixar | La Corogne - Uxes - Cerceda-Meirama - Ordes - Saint-Jacques-de-Compostelle - Padrón - Pontecesures - Catoira - Vilagarcía de Arousa - Pontevedra-Universidad - Pontevedra - Arcade - Redondela-Picota - Redondela - Vigo-Guixar |

### Intermodalité
Des bus desservent la gare et le campus universitaire.

## Galerie

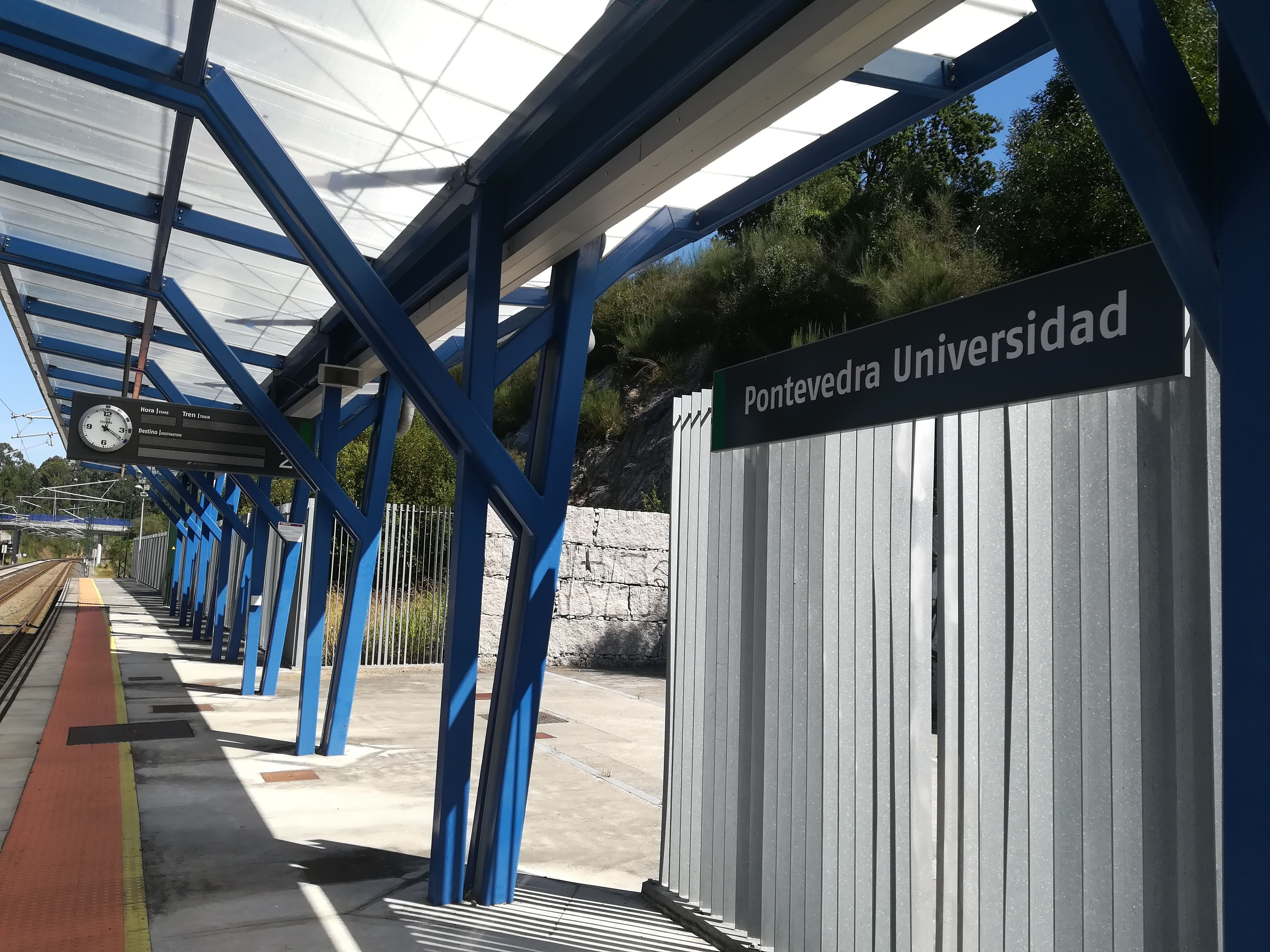
Panneau de gare, horloge et panneau d'affichage électronique
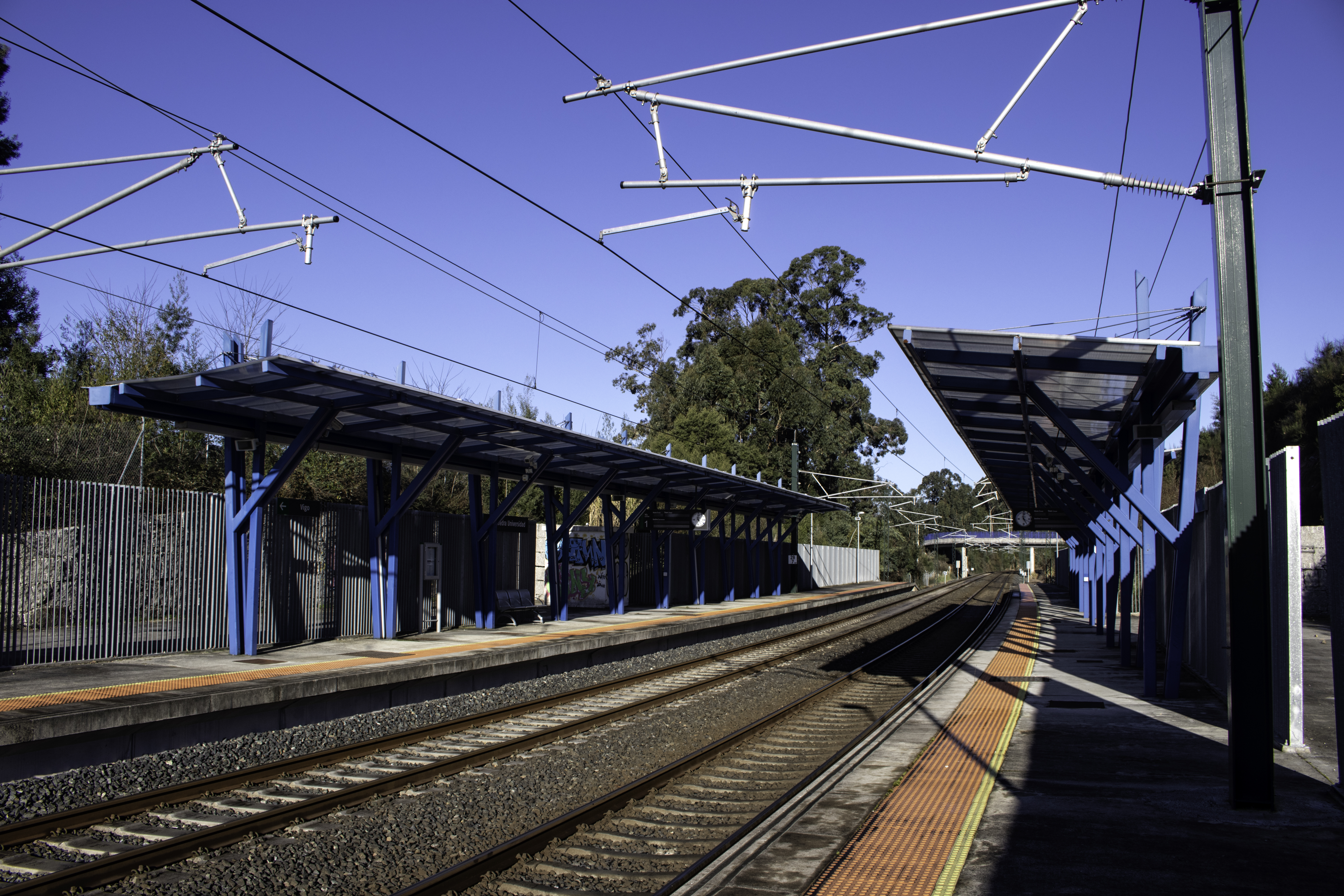
Quais de la gare de Pontevedra-Universidad